# FSV Lokomotive Dresden (2009)
Die FSV Lokomotive Dresden (offiziell: Fußballspielvereinigung Lokomotive Dresden e. V.) ist ein Fußballverein aus Dresden. Die erste Mannschaft der Frauen qualifizierte sich einmal für den DFB-Pokal. Der FSV Lokomotive Dresden sieht sich in der Tradition des historischen FSV Lokomotive Dresden, dessen Männermannschaft 18 Jahre lang in der zweitklassigen DDR-Liga spielte.

## Geschichte
Der historische Verein FSV Lokomotive Dresden wurde am 12. Januar 1966 gegründet und spielte bis zum Abstieg im Jahre 1984 in der DDR-Liga. Nach dem Abstieg spielte die Mannschaft noch in der drittklassigen Bezirksliga Dresden weiter, bevor sich der Verein zum 1. Juli 1990 dem neu gegründeten Dresdner SC 98 anschloss. Bekanntester Spieler des historischen FSV Lokomotive war der spätere Trainer der Fußballnationalmannschaft der DDR Eduard Geyer. Heimspielstätte war der Sportplatz an der Pieschener Allee.
Am 27. Februar 2009 wurde der heutige Verein gegründet, der in der Saison 2009/10 den Spielbetrieb aufnahm. Erster Trainer war Udo Hänsel, der in den 1970er Jahren bereits für den historischen Verein aktiv war. Seit der Saison 2017/18 stieg die Mannschaft drei Mal in Folge auf und spielt aktuell in der Stadtliga B.
Die Frauenmannschaft trat erstmals im Jahre 2010 an. Durch die Bezirksmeisterschaft Ost gelang vier Jahre später der Aufstieg in die Landesliga Sachsen. In der folgenden Saison 2014/15 erreichten die Dresdnerinnen das Endspiel um den Sachsenpokal gegen die zweite Mannschaft des FFV Leipzig und unterlagen mit 0:9. Da die Leipzigerinnen nicht am DFB-Pokal teilnehmen dürfen, qualifizierte sich der FSV Lokomotive Dresden trotzdem erstmals für den DFB-Pokal. In der ersten Hauptrunde war die Mannschaft jedoch gegen den FSV Babelsberg 74 chancenlos und unterlag mit 0:5.
Nach acht Spieltagen der Saison 2016/17 zog der FSV Lokomotive Dresden seine Mannschaft aus der Landesliga Sachsen zurück und stand damit als erster und einziger Absteiger fest. Seit der Saison 2017/18 spielt die Frauenmannschaft in der Landesklasse Frauen Ost (Sachsen).